# Kodeks Telleriano-Remensis

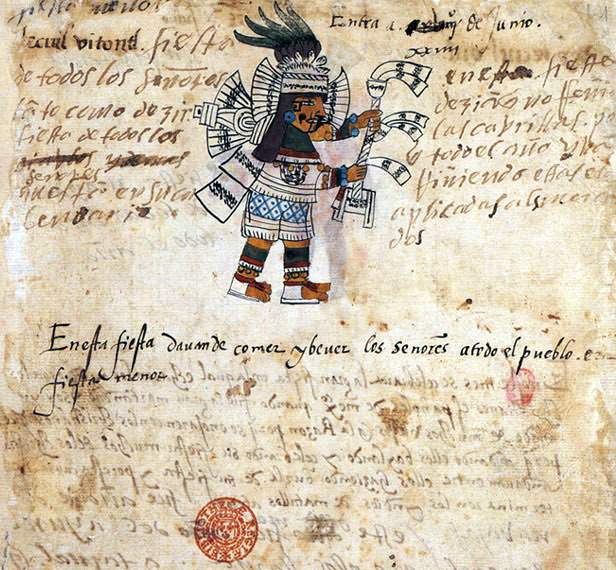
Pierwsza strona z Kodeksu Telleriano-Remensis

Kodeks Telleriano-Remensis – aztecki dokument prekolumbijski zawierający informacje na temat kalendarza Azteków oraz opis stworzenia świata i aztecką historię od ich legendarnej migracji w XII wieku do pojawienia się hiszpańskich konkwistadorów.

## Opis
Manuskrypt został napisany w języku nahuatl alfabetem łacińskim w XVI wieku, w okresie podboju Meksyku przez Hiszpanów. Prawdopodobnie jego pierwowzorem był inny starszy manuskrypt – Kodeks Huitzilopochtli. Najczęściej wiąże się go z Kodeksem Rios znajdującym się w Bibliotece Narodowej w Paryżu.
Kodeks wykonany został na europejskim papierze, zawiera 50 stron o wymiarach 32 na 22 cm. Na jego kartach prócz historii ludu przedstawione są wróżebne piktogramy prezentujące bóstwa dni. 
Nazwa kodeksu pochodzi od jego właściciela biskupa z Reims, Charles'a Maurice Le Tellier. Kodeks Telleriano-Remensis przechowywany jest Bibliotece Narodowej w Paryżu. 

## Publikacje
Pierwszą prezentacje rękopisu dokonano w 1899 roku w Kingsborough Antiquities of Mexico Volume I. Jego autorem była E.T. Hamy
Pozostałe znane publikacje:
- Los Dioses Menores Salvador Mateos Higuera (Mexico City, 1994)
- Codex Telleriano-Remensis, wyd.Eloise Quiñones Keber (Austin, Texas, 1995)
- Codex Telleriano-Remensis: Ritual, Divination, and History in a Pictorial Aztec Manuscript Eloise Quinones Keber, Susan Toby Evans Etnohistoria, Vol. 44, No. 2 (Spring, 1997), pp. 419-420
- Codex Telleriano-Remensis: Ritual, Divination, and History in a Pictorial Aztec Manuscript, Keber, Eloise Quinones, ilistracie wg Michel Besson; ISBN 0-292-76901-6